# Jonas Enlund
Jonas Enlund (* 3. November 1987 in Helsinki) ist ein finnischer Eishockeyspieler, der seit September 2022 bei den Pelicans Lahti aus der Liiga unter Vertrag steht.

## Karriere

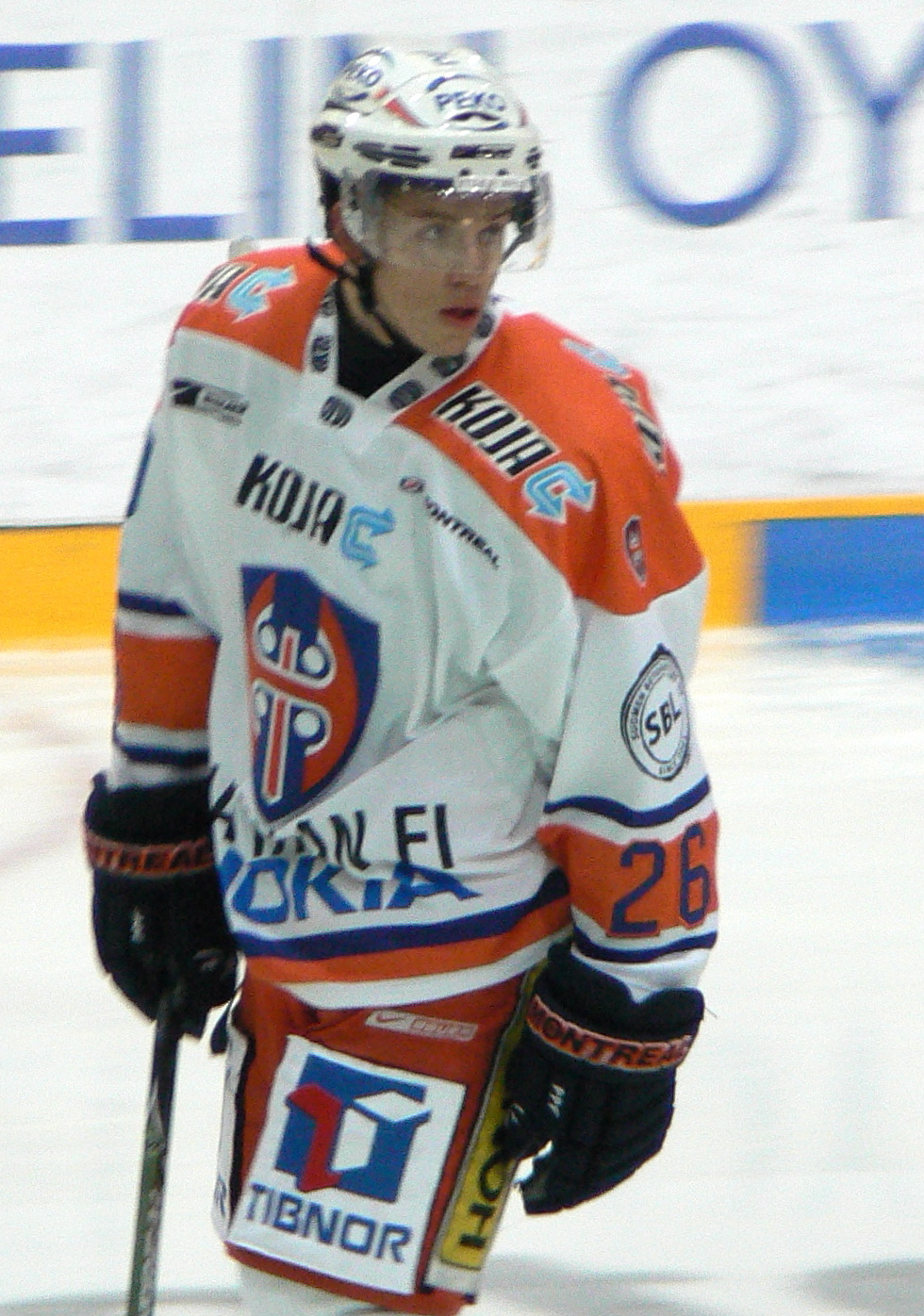
Enlund im Trikot von Tappara Tampere (2008)

Jonas Enlund begann seine Karriere als Eishockeyspieler in seiner Heimatstadt in der Nachwuchsabteilung des HIFK Helsinki, für dessen B-Junioren und später auch A-Junioren er von 2002 bis 2006 aktiv war. Anschließend wurde er im NHL Entry Draft 2006 in der sechsten Runde als insgesamt 165. Spieler von den Atlanta Thrashers ausgewählt, für die er allerdings nie spielte. Stattdessen blieb er in seiner finnischen Heimat und schloss sich Tappara Tampere an, für das er von 2006 bis 2010 in der SM-liiga, der höchsten Spielklasse Finnlands, auf dem Eis stand.
Für die Saison 2010/11 wurde Enlund vom HK Sibir Nowosibirsk aus der Kontinentalen Hockey-Liga verpflichtet, für den er bis 2015 über 290 KHL-Partien absolvierte. Im Mai 2015 verließ er den HK Sibir und wechselte innerhalb der KHL zu Lokomotive Jaroslawl. Dort stand er bis zum Jahresende unter Vertrag, ehe er an den SKA Sankt Petersburg abgegeben wurde. Für den SKA kam er bis Saisonende nur auf einen Einsatz in der KHL und verließ den Klub anschließend. Ab Juli 2016 stand er beim HK ZSKA Moskau unter Vertrag und wechselte im November 2016 innerhalb der KHL zu Kunlun Red Star nach China.
Im August 2017 kehrte er zu Sibir Nowosibirsk zurück und absolvierte dort eine Saison. Anschließend spielte er eine Saison für den HK Traktor Tscheljabinsk. Im Oktober 2019 wechselte er innerhalb der KHL zu Neftechimik Nischnekamsk. Nach 84 Spielen für Neftechimik in der KHL verließ Enlund den Klub, war anschließend vereinslos und wurde im Oktober 2021 von den Grizzlys Wolfsburg aus der Deutschen Eishockey Liga verpflichtet. Ein jahr später verließ er den Wolfsburger Club wieder und erhielt einen Vertrag von den Pelicans Lahti aus der finnischen Liiga.

### International
Für Finnland nahm Enlund an der U18-Junioren-Weltmeisterschaft 2005 sowie der U20-Junioren-Weltmeisterschaft 2007 teil. Von 2005 bis 2007 stand er für die U20-Nationalmannschaft in insgesamt neun Spielen in der Mestis, der zweiten finnischen Spielklasse, auf dem Eis.

## Statistik
(Stand: Ende der Saison 2018/19)